# Gianluca Pagliuca
Gianluca Pagliuca, född 18 december 1966 i Bologna, är en före detta italiensk fotbollsmålvakt. Under sin karriär representerade han Sampdoria, Inter, Bologna och Ascoli. Han spelade 39 A-landskamper för det italienska landslaget (1991-1998) och var förstemålvakt under VM i USA 1994 och i VM i Frankrike 1998, 1998 sedan Angelo Peruzzi blivit skadad.
Pagliuca började sin proffskarriär i FC Bologna och kom 1986 till Sampdoria där han hade sina mest framgångsrika år. Han blev italiensk mästare 1991 och italiensk cupmästare tre gånger. Han vann även Cupvinnarcupen med Genua-laget och italienska supercupen samt nådde final i Europacupen för mästarlag 1992. Under tiden i Inter vann han Uefa-cupen 1998.
1999 återvände han till hemstaden för spel med FC Bologna. Under 2006-2007 spelade han för Ascoli Calcio. Han är den målvakt som spelat flest matcher i Serie A med 592 matcher och bara Paolo Maldini har gjort fler Serie A-matcher. 